# Марбо, Адольф
Антуан Адольф Марселен Марбо, более известный как Адольф Марбо (фр. Antoine Adolphe Marcelin Marbot, МФА: [ɑ̃twan adɔlf maʁsølɛ̃ maʁbo]; 22 марта 1781 — 2 июня 1844) — французский военный, принимавший участие в наполеоновских войнах. Он получил звание лагерного маршала в 1831 году, во время правления короля Луи-Филиппа I.
Его младший брат, Марселлен Марбо (1782—1854), был также генералом и автором мемуаров о наполеоновских войнах.

## Биография

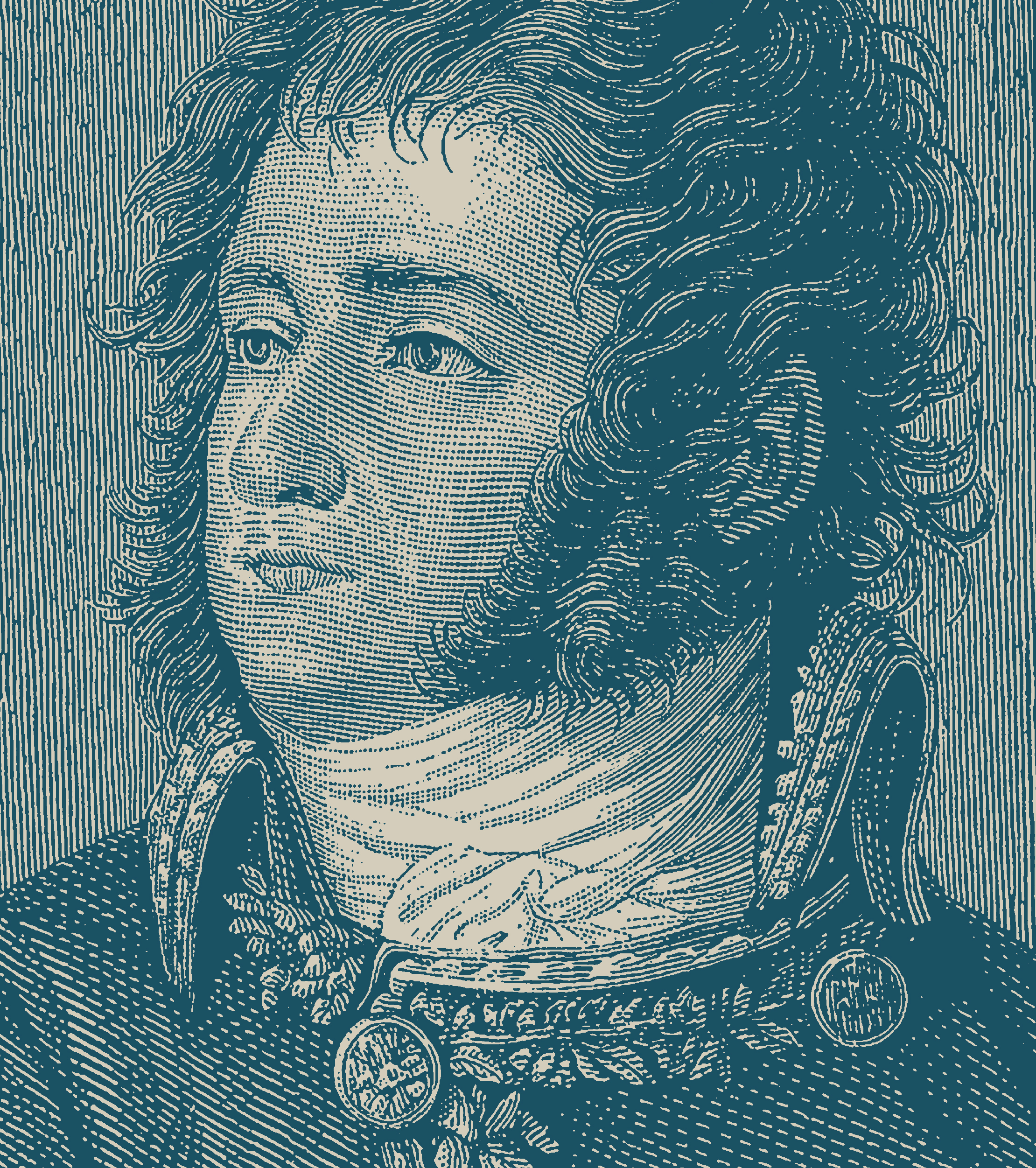
Генерал Жан-Антуан Марбо

### Ранние годы
Антуан Адольф Марселен Марбо родился в семье военных дворян в Альтильяке, в древней провинции Керси на юго-западе Франции. Он был старшим сыном генерала Жана-Антуана Марбо (1754—1800), бывший адъютант генерального инспектора кавалерии короля Франции.
После учебы в военном училище Сореза он поступил в армию в возрасте семнадцати лет в качестве егеря в 21-м кавалерийском полку егерей. Он был повышен в звание второго лейтенанта 5 октября 1799 года, и стал адъютантом генерала Жана-Батиста Бернадотта, командующим главной армии Запада в звании лейтенанта.

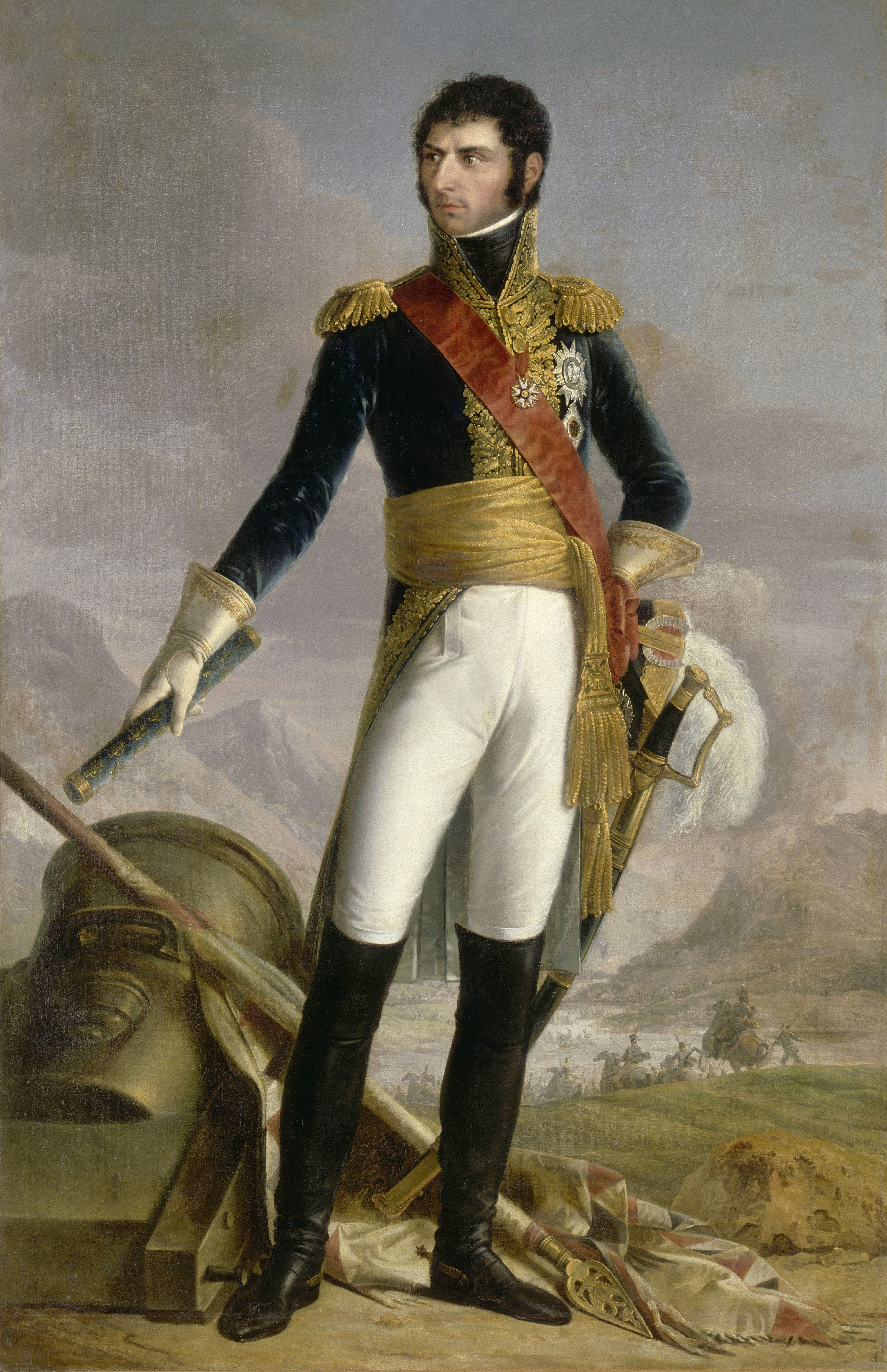
Генерал Жан-Бати́ст Бернадо́т

### Консула́т
В 1802 году он был арестован по причине участия в заговоре республиканцев против консульства. Генерал Бернадот подозревался во главе этого заговора, а его адъютант, молодой лейтенант Марбо, был допрошен в Темплской тюрьме в Париже с целью получить от него признание, которое он не сделал. Он был освобожден после 3 месяцев содержания под стражей, хотя первый консул Наполеон Бонапарт продолжал считать его противником установленного режима.
После освобождения он был сослан и отправлен в различные зарубежные миссии, которые он выполнил с величайшим отличием. Он был повышен до звания капитана до возвращения во Францию.

### Наполеоновские войны
В 1806 году он стал адъютантом маршала Пьера Ожеро и принял участие в прусской и польской кампании, особенно в битве при Йене, где он был ранен, и в битве при Эйлау, где была убита его лошадь под ним. Маршал Ожеро, вынужденный уйти из армии в результате своих ран, добился того, что его адъютант присоединится к маршалу Андре Массена, по приказу которого Марбо служил до Тильзитских договоров.
С 1808 по 1811 год он участвовал в испанской кампании, служа адъютантом маршала Жана Ланна во время битвы при Туделе 23 ноября 1808 года. Его блестящее поведение принесло ему повышение в звание шефа эскадрона (майора) и он его приставили к штабу маршала Луи-Александра Бертье, принца Невшателя.
После захвата Мадрида и эвакуации британских войск в битве при Корунне он покинул Асторгу, чтобы доставить письма императора Наполеона I своему брату Жозефу Бонапарту, который стал королем Испании. Он был ранен во время засады партизанами 4 января 1809 года и находился в заключении, почти умирая от ран, в Кадисе. В феврале 1810 года ему удалось восстановить свою свободу вместе с шефа эскадрона де Тюренном. Через много опасностей он достиг побережья Африки и, наконец, присоединился к корпусу маршала Клода-Виктора Перрена во время осады Кадиса французскими силами.
Вернувшись с миссии в Париже, он принял участие в Третьей португальской кампании в качестве адъютанта маршала Андре Массена, принца Эсслинга, между 1810 и 1811 годами.

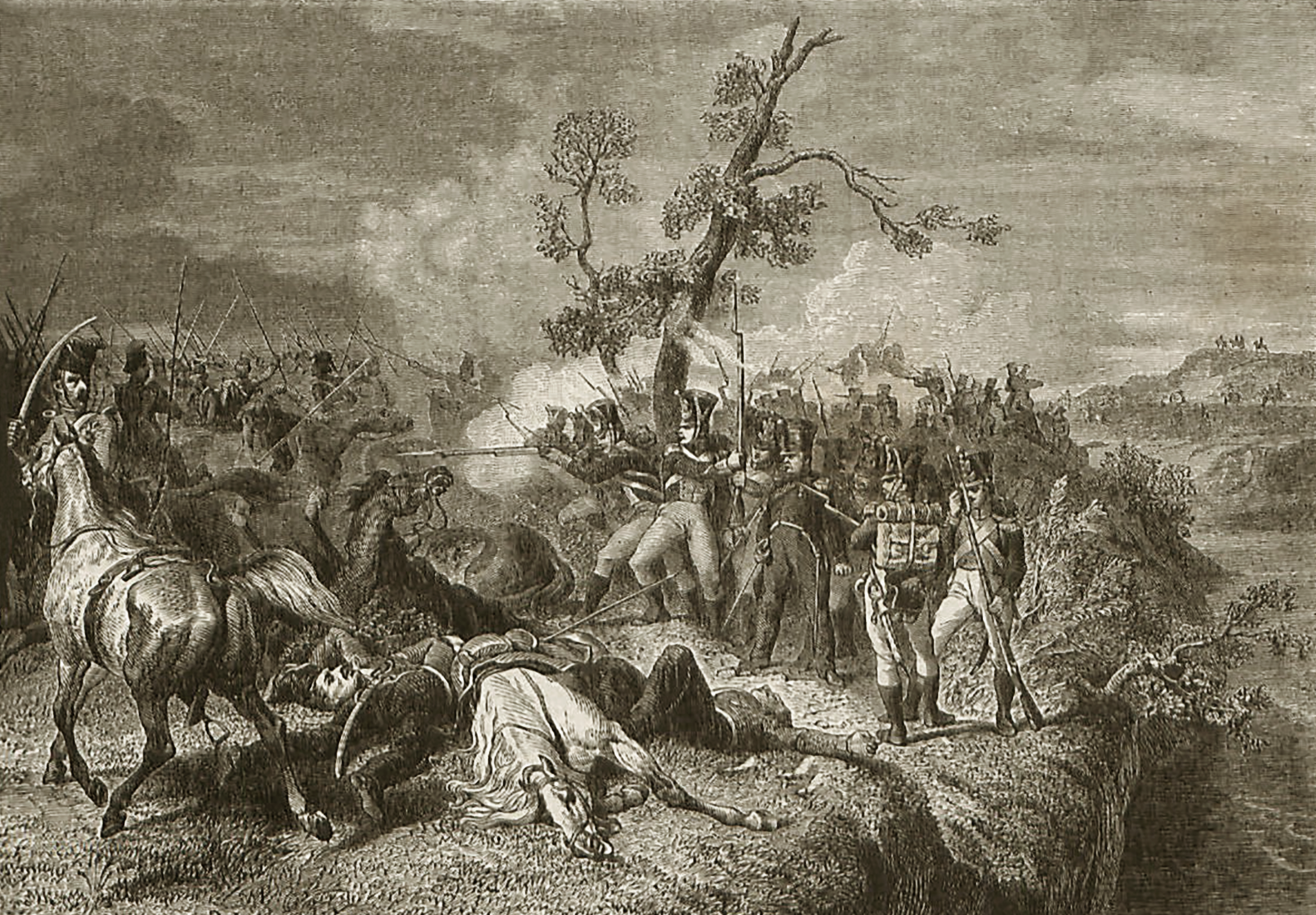
Витебская битва, 1812 год

В 1812 году он вступил в 16-й кавалерийский полк егерей в качестве шефа эскадрона и принял участие в русской кампании. Он был ранен во время ожесточенных боев в Витебской битве после того, как его лошадь была убита под ним. Он был взят в плен российской армией и отправлен в Саратов, где он содержал в плену вместе с большим количеством пленных офицеров, в том числе генералом де Сен-Женьес, полковником Сен-Марса и капитаном де Сегура. Он не вернулся во Францию до конца войны в 1814 году и впоследствии присоединился к войскам уже в Париже.
В запас он ушёл со службы в 1830 году.

### Июльская монархия
Во время правления короля Луи-Филиппа I, он получил звание Лагерный маршал 31 декабря 1831, и был назначен командиром в отдел северной Франции.
Он ушел на пенсию 22 марта 1843 года и умер в следующем году, 2 июня 1844 года, в Бра близ Тюля.

## Награды
Французская империя
- Орден Почётного легиона: Кавалер (1807)

 Королевство Франция
- Орден Святого Людовика: Кавалер (1814)

 Королевство Франция
- Орден Почётного легиона: Офицер (1831)
- Орден Почётного легиона: Командор (1832)